# Nicolas Charles Seringe
Nicolas Charles Seringe fue un cirujano militar y botánico francés, ( * 3 de diciembre de 1776, Longjumeau - 29 de diciembre de 1858, Lyon ).

## Carrera
Realiza estudios de Medicina en París, pero la requisa de 1796 le impide adquirir su título de doctorado. Se incorporará, como cirujano militar, en el Ejército.
Hace la campaña de Alemania bajo las órdenes del general Moreau (1763-1813). Con el fin de la guerra llega al grado de cirujano mayor, y se retira a Berna (Suiza).
Se especializa en Botánica y comienza a enseñar en Berna. Sería miembro de numerosas sociedades científicas. Es director, en 1830, del Jardín de plantas de Lyon y enseña, a partir de 1834, en la Facultad de Ciencias de esa ciudad.
Participa activamente en la promoción de Exposiciones de Agricultura y de Horticultura. Fue nombrado caballero de la Legión de Honor en 1855.
Muere en una extrema pobreza.
- La abreviatura «Ser.» se emplea para indicar a Nicolas Charles Seringe como autoridad en la descripción y clasificación científica de los vegetales.[1]